# Della Rosa (cognome)
Della Rosa è un cognome di lingua italiana.

## Varianti
Il cognome non presenta varianti.

## Origine e diffusione
Cognome tipicamente panitaliano, è presente prevalentemente in Friuli, nel pisano, livornese, riminese, viterbese, romano, frusinate, latinense, casertano, napoletano e in Salento.
Potrebbe derivare dal prenome Rosa e costituire un matronimico.
In Italia conta circa 339 presenze.

## Persone
- Antonio Della Rosa – ex calciatore italiano
- Emanuele Della Rosa – pugile italiano
- Gianluca Della Rosa – cestista italiano
- Modesto Della Rosa – politico italiano